# Валлин, Элин
Элин Кристина Валлин (швед. Elin Kristina Wallin; 29 декабря 1884, Гётеборг — 25 марта 1969, Стокгольм) — шведская художница. Она была женой шведского художника Давида Валлина.
Элин Валлин выросла в доме 13 на улице Экерсгатан в Эребру. Она была дочерью учителя начальной школы Виктора Лундберга и его жены Анны Лундберг, урождённой Каллинг. Её брат Карл Видлунд был ткачом, художником по тектилю. Дети Элин также стали художниками: Бьянка Валлин (1909—2006) и Сигурд Валлин (1916—1999).

## Биография
После окончания школы для девочек в Эребру Элин Валлин поступила на вечерние курсы Технической школы в Эребру, где училась в 1901 и 1902 годах. В 1902 году она сдала экзамен на мастерицу рукоделия в Стокгольмской семинарии Хульды Лундин, а затем продолжила учёбу в 1902—1904 годах в школе живописи Калеба Альтина, частной художественной школы, располагавшейся в доме 26 на улице Гревгатан в районе Эстермальм в Стокгольме. На протяжении нескольких десятилетий школа играла важную роль в подготовке молодых художников к поступлению в Академию художеств. В 1902—1904 годах Валлин учился по вечерам в Университетском колледже искусств, ремёсел и дизайна (Констфак) в Стокгольме. Констфак, иногда также называемый Технической школой, находился в то время в квартале Беридаребанан в Норрмальме, между церковью Святой Клары и Хёторгетом. В течение двух периодов, в 1905—1906 и 1910—1911 годах, она училась в Академии Коларосси в Париже. Академия Коларосси принимала студентов женского пола и позволяла им рисовать с обнажённой мужской модели. Коларосси был альтернативой поддерживаемой властями Школе изящных искусств, которая в глазах многих тогдашних многообещающих молодых художников того времени стала слишком консервативной. Вместе со своим мужем Давидом Валлином она ездила совершенствовать своё искусство в Лондон в 1905 году, Париж в 1905—1906 и 1910—1911 годах, Италию в 1908—1910 годах, Германию в 1905, 1906 и 1908 годах, Данию в 1908 году.
Большая часть работ Элин Валлин была создана в 1902—1919 годах. В основном она занималась портретами, написанными маслом, карандашом и темперой, а также рисовала цветы и пейзажи маслом, акварелью, карандашом и углём. Пейзажи и портреты её мужа напоминали работы мастеров французского импрессионизма, но в целом у неё имелся собственный индивидуальный стиль, особенно проявлявшийся в детских портретах с их яркими цветными штрихами. Валлин также создавала иллюстрации для журналов.

## Семья и личная жизнь
Элин Валлин было всего 20 лет, когда она вышла замуж за 29-летнего Давида Валлина 14 сентября 1905 года (они обручились 25 марта того же года). Это была торжественная церковная свадьба, церемония состоялась в церкви Святого Николая в Эребру, родном городе Элин. Новоиспечённый супруг Давид устроил выставку в Эребру на той же неделе, на которой была и свадьба. Это была одна из первых выставок, которые когда-либо были у него.
После свадьбы они отправились в свадебное путешествие в Париж и Лондон. Давид написал пару небольших картин с Элин в Люксембургском саду в Париже. Супруги поселились в Стокгольме, у них было семеро детей, родившихся в 1906, 1907, 1909, 1912, 1916, 1922 и 1924 годах: пять девочек и два мальчика. Две старшие девочки родились в Швеции (Хелена и Хиллеви). Их дочь Бьянка появилась на свет в Риме, в Италии, в 1909 году. Их четвёртая дочь, Дагни, родилась в Париже в 1912 году.
В 1908 году Дэвид Валлин был удостоен стипендии Королевской академии свободных искусств Швеции для путешествий, которая впоследствии была продлена ещё на один год. В следующем году он получил ещё одну награду. Эти награды позволяли ему жить в Италии, а затем во Франции в период 1908—1913 годов со всей своей семьёй. В течение 1908—1910 годов семья жила в Риме в пансионе Леманнов. Летом Давид жил в Вольтерре, расположенной к юго-западу от Флоренции, где была колония художников. В течение 1910—1913 годов семья жила в Париже на Монпарнасе-Люксембурге. Во время своего пребывания в Париже семья Валлин познакомилась с некоторыми другими шведскими художниками, в том числе скульптором Готфридом Ларссоном (1875—1936) с женой Карен Ларссон (урождённая Ваалер), которые жили в Париже в 1908—1913 годах, и художником и фотографом Эриком Трюггелином (1879—1962).
Осенью 1913 года семья переехала обратно в Швецию и Стокгольм. Когда родился пятый ребёнок, это был, наконец, мальчик Сигурд, и семейное счастье казалось безграничным. Но летом 1919 года у них случилось горе: две девочки, Хиллеви и Дагни, погибли в результате несчастного случая, утонув. Это сильно повлияло и на творчество супругов: Элин перестала рисовать, а Давид написал множество меланхолических работ с матерью и ребёнком. Через несколько лет в семье появились ещё два ребёнка: девочка и мальчик.